# 鈕扣電池

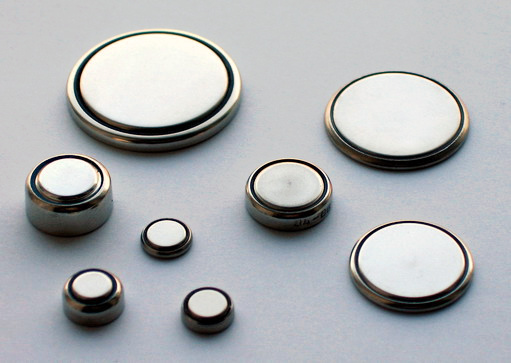
鈕扣、硬幣、或手錶電池

鈕扣電池（button cell battery），又稱手錶電池（watch battery）或錢幣型電池（coin battery），是電池的形狀分類之一，指形狀如鈕扣、按鈕、硬幣、豆粒等的小型電池。鈕扣型電池的式樣繁多，直徑有大有小，厚度也有薄有厚。
大多數鈕扣型電池都是一次電池（不可充電的電池，又稱原電池），它也是屬於乾電池，但與一般圓筒狀大而長的一號、二號、三號、四號等常用乾電池在外型上有明顯的不同。
鈕扣型電池的電源容量與可供應的功率都比一般乾電池小，主要用於不便接用外部電源的小型攜帶式裝置之中，例如計算機、手錶、電子體溫計等。此外，也用於各種電腦類裝置內的備份電池，以便在未接電時仍可保持內部的時鐘與CMOS內容，例如保持BIOS設定值记忆與實時時鐘的電池。
依照成份來區分，常見鈕扣型電池的種類有鋰電池、鹼性電池、氧化銀電池、鋅空氣電池等。早期的水銀電池因環境汙染問題，已被禁用。但除了型號以BR、CR開頭的鋰電池之外，其他的鈕扣電池可能仍含有少量水銀（即汞）。雖然近年來已有廠商開發出不含汞的鹼性電池與氧化銀電池，但因技術與專利等原因，目前各國的乾電池禁汞令中，鈕扣電池仍然允許少量汞的存在。因此，對於用過的鈕扣電池，仍應置於規定的回收處所，勿隨意丟棄或混入垃圾而影響環境。
鈕扣型的充電電池（又稱二次電池）通常內建於產品內部，例如內建於小型Bluetooth耳機內的充電式鈕扣電池，一般商店並無販售該種充電電池與充電器。

## 規格

### 國際規格
鈕扣電池的國際標準型號，例如LR44、CR2032等，其意義如下。
編號第一位如有數字，表示內部是幾個電池單體的串聯，例如4LR44的內部是4個LR44串聯組成。
接著的字母是代表電池的化學組成，鈕扣電池的化學成份有以下幾種。
|          | 代號 | 電池成分類型                      | 負極   | 電解液               | 正極                          | 標稱電壓 |
| -------- | ---- | --------------------------------- | ------ | -------------------- | ----------------------------- | -------- |
| 一次電池 | B    | 鋰氟化碳電池                      | 鋰     | 非水系有機電解液     | 氟化碳（Carbon monofluoride） | 3.0      |
| 一次電池 | C    | 鋰二氧化錳電池                    | 鋰     | 非水系有機電解液     | 二氧化錳                      | 3.0      |
| 一次電池 | G    | 鋰氧化銅電池                      | 鋰     | 非水系有機電解液     | 氧化銅                        | 1.5      |
| 一次電池 | L    | 鹼性電池                          | 鋅     | 鹼金屬氫氧化物水溶液 | 二氧化錳                      | 1.5      |
| 一次電池 | M    | 水銀電池 禁用，現行標準已刪除此類 | 鋅     | 氧化鋅溶液           | 氧化汞                        | 1.35     |
| 一次電池 | P    | 鹼性鋅空氣電池                    | 鋅     | 鹼金屬氫氧化物水溶液 | 氧氣                          | 1.4      |
| 一次電池 | S    | 氧化銀電池                        | 鋅     | 鹼金屬氫氧化物水溶液 | 氧化銀                        | 1.55     |
| 二次電池 | H    | 鎳氫電池                          | 氧化鎳 | 鹼金屬氫氧化物水溶液 | 儲氫合金                      | 1.2      |

接著的字母是代表電池的形狀，鈕扣電池一般是圓形，用R代表。
最後是尺寸的代號。國際電工委員會（IEC）電池尺寸編號有兩套方式並存。早期採取在各形狀的英文代號下分別編列1~2位數字流水號，例如LR44這種，此方式已停編，但舊編號仍可繼續使用。新的方式是依照電池尺寸的接近數字來編碼，位數較長，例如CR2032的直徑約20 mm、厚度約3.2 mm，但如需精確尺寸規格，應查閱相關國際標準與廠商規格。有時新舊兩種編號會並存，例如下表中的舊編號R54相等於新編號R1130。
一些常見的尺寸代號所代表的實際數值，與常見編號，可參見以下各表。

#### 鈕扣型鹼性電池與氧化銀電池
鹼性電池（代號L），標稱電壓1.5 V。
氧化銀電池（代號S），標稱電壓1.55 V。

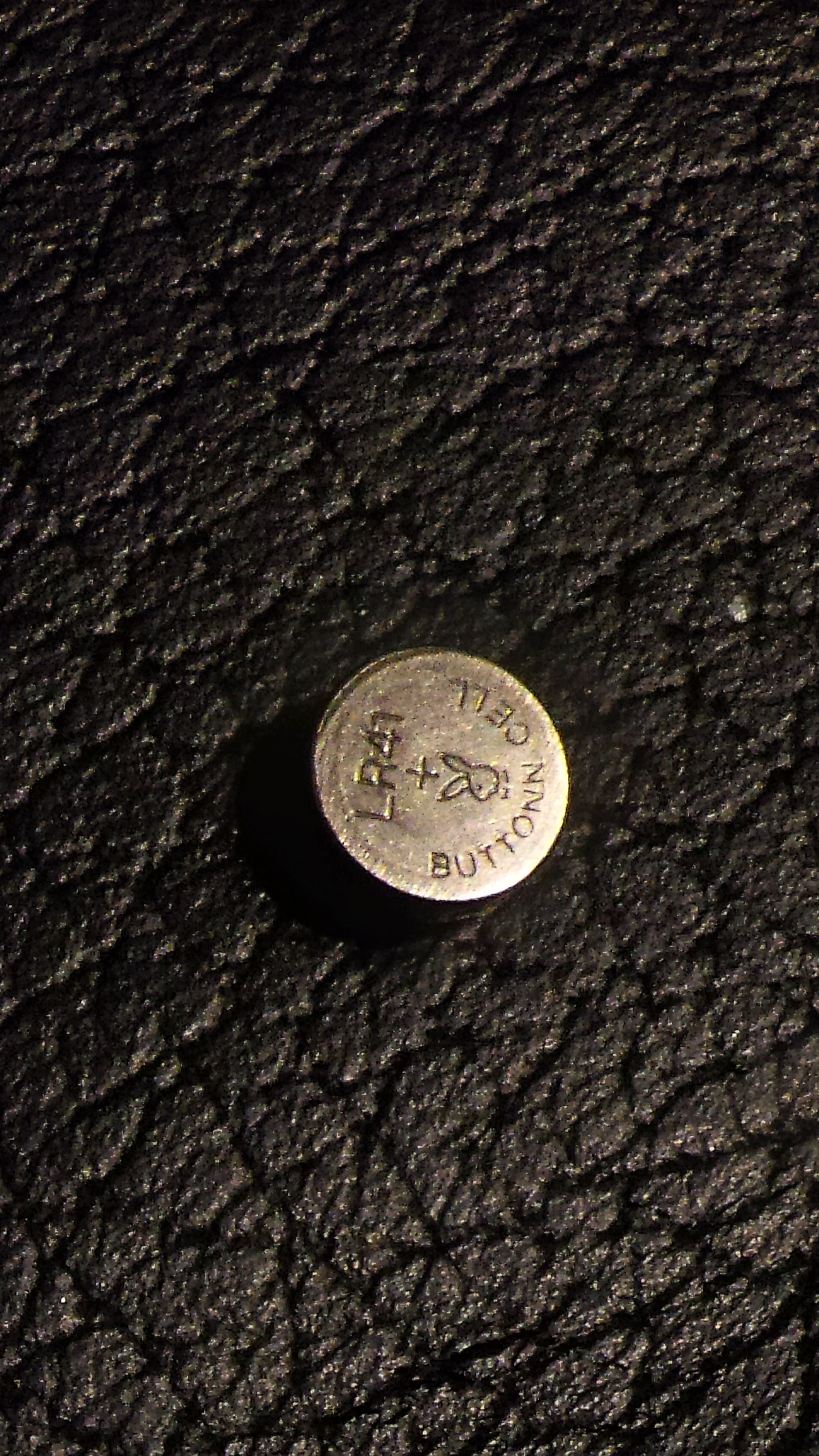
Button cell lr41

此兩種電池電壓很接近，原則上可以通用，但由於用電特性不同，有時某些電器使用合適的電池才會有更好的效果。例如一般手錶使用氧化銀電池較佳。
| 形狀尺寸代號 | 直徑（max.） | 厚度（max.） | 鹼性電池編號 | 氧化銀電池編號 | 其他編號 |
| ------------ | ------------ | ------------ | ------------ | -------------- | -------- |
| R41          | 7.9          | 3.6          | LR41         | SR41           | 392, 384 |
| R43          | 11.6         | 4.2          | LR43         | SR43           | 386      |
| R44          | 11.6         | 5.4          | LR44         | SR44           | A76, G13 |
| R48          | 7.9          | 5.4          | LR48         | SR48           |          |
| R54 R1130    | 11.6         | 3.05         | LR54 LR1130  | SR54 SR1130    | G10, 189 |
| R55 R1120    | 11.6         | 2.05         |              | SR55 SR1120    |          |
| R70          | 5.8          | 3.6          |              |                |          |

#### 鈕扣型鋰電池
常見的一次性鋰電池是鋰錳電池（代號C），標稱電壓3 V。
另一種較不常見的一次性鋰電池是鋰-氟化碳電池（代號B），標稱電壓3 V。
鋰電池尺寸編號通常使用IEC的新編號方式，前兩位數字為直徑（單位mm），後兩位數字為厚度（單位0.1 mm），取兩者的接近數字。例如CR2032的大略尺寸為直徑20 mm，厚度3.2 mm。
以CR鋰錳電池為例，電池型號有：
- CR927
- CR1025
- CR1216, CR1220
- CR1616, CR1620, CR1632
- CR2012, CR2016, CR2025, CR2032
- CR2320, CR2330, CR2354
- CR2450, CR2477
- CR3032,CR2412

## 回收
使用鋅電極的鹼性電池、氧化銀電池、與鋅空氣電池中，負極的鋅與電解液中的成分可以產生化學反應，因而會受腐蝕而消耗，這不但會減損電池的可用容量，可能且會產生氫氣，造成密閉型電池內部壓力增高而膨脹。為了抑制這樣的作用，通常會在鋅表面覆以少量水銀，但因此也造成廢棄的電池對環境所造成的汞汙染。雖然近來已有無汞鈕扣電池上市，但由於技術或專利原因，無汞鈕扣型電池目前還不夠普及。
目前鈕扣電池尚不在一般乾電池的無汞禁令的範圍之內，仍然容許少量汞的存在，必須依照環保單位的指示回收。

## 相關連結
- 原電池
- 乾電池
- 電池列表
- 一次電池

## 附註及參考資料
1. ↑  在美國國家標準ANSI C18.1中稱呼為button battery或button cell
2. ↑  在國際電工委員會IEC 60086-3與英國國家標準BS EN 60086-3，以“watch battery”稱呼。
3. ↑  《「限制乾電池製造、輸入及販賣」政策宣導說明會》簡報，行政院環境保護署，2008年8月20日。pdf檔案下載[]，或快速檢視[永久]